# Oberndorf bei Schwanenstadt
Oberndorf bei Schwanenstadt ist eine Gemeinde in Oberösterreich im Bezirk Vöcklabruck  im Hausruckviertel mit 1394 Einwohnern (Stand 1. Jänner 2024). Die Gemeinde liegt im Gerichtsbezirk Vöcklabruck.

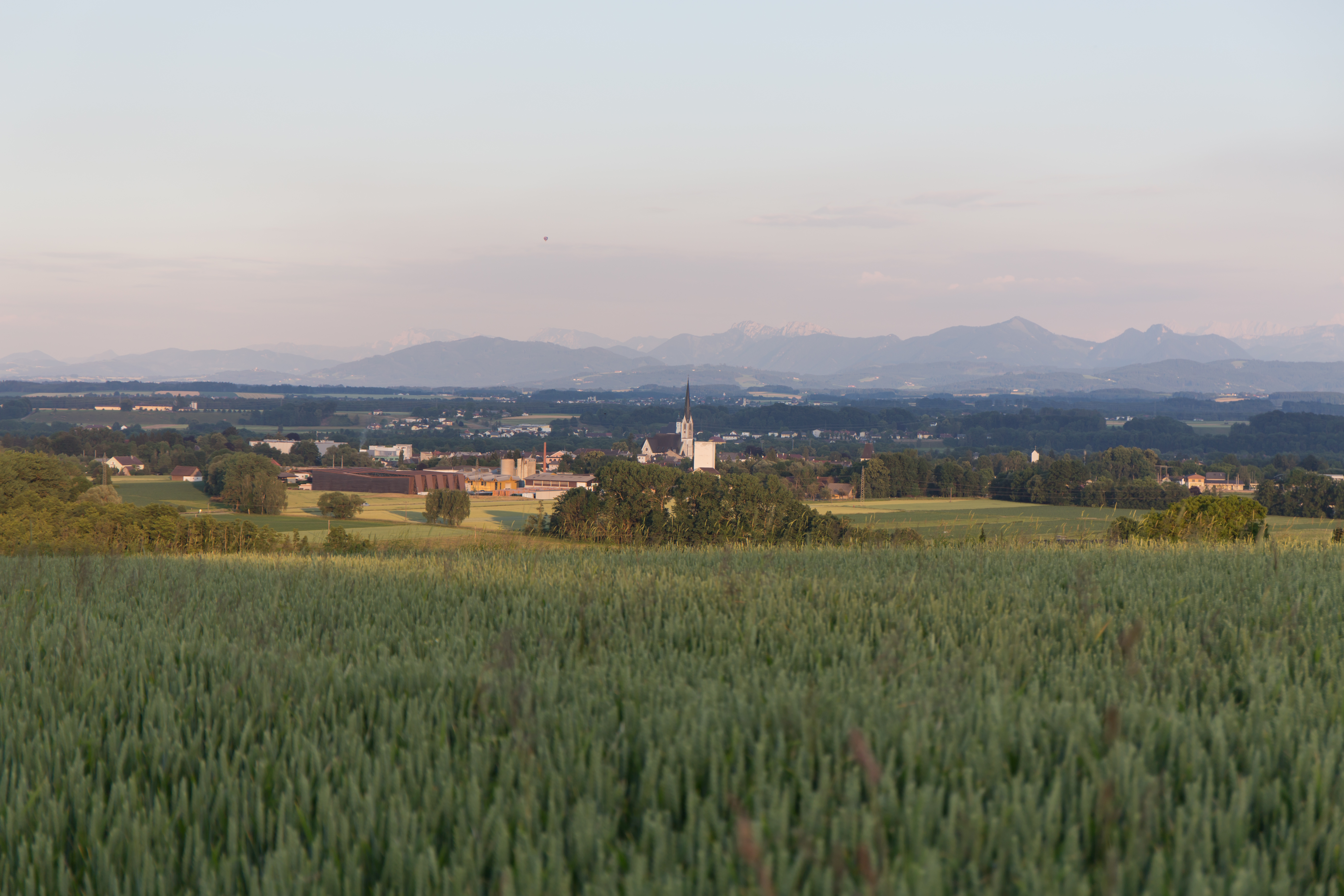
Blick Richtung Schwanenstadt

## Geografie
Oberndorf bei Schwanenstadt liegt auf 390 m Höhe im Hausruckviertel. Die Ausdehnung beträgt von Nord nach Süd 4,1 km, von West nach Ost 3,6 km. Die Gesamtfläche beträgt 6,1 km². 4,9 % der Fläche sind bewaldet, 80,3 % der Fläche sind landwirtschaftlich genutzt.

### Gemeindegliederung
Das Gemeindegebiet umfasst folgende Ortschaften (in Klammern Einwohnerzahl Stand 1. Jänner 2024):
- Edt (28)
- Kaiseredt (125)
- Kochlöffling (20)
- Lebertsham (255)
- Niederholzham (240)
- Oberndorf (621)
- Winkl (105)

### Nachbargemeinden
| Atzbach              | Niederthalheim                              |               |
| Pitzenberg Rutzenham | Kompassrose, die auf Nachbargemeinden zeigt | Schlatt       |
| Pühret               | Redlham                                     | Schwanenstadt |

## Geschichte
Das früheste Schriftzeugnis ist von 889 und lautet „Obrinindorf“.
Ursprünglich im Ostteil des Herzogtums Bayern liegend, gehörte der Ort seit dem 12. Jahrhundert zum Herzogtum Österreich. Seit 1490 wird er dem Fürstentum Österreich ob der Enns zugerechnet.
Während der Napoleonischen Kriege verlief zeitweilig durch das Gemeindegebiet die österreichisch-bayerische Grenze.
Seit 1918 gehört der Ort zum Bundesland Oberösterreich. Nach dem Anschluss Österreichs an das Deutsche Reich am 13. März 1938 gehörte der Ort zum Gau Oberdonau. Nach 1945 erfolgte die Wiederherstellung Oberösterreichs.
Die Gemeinde war bis Ende 2004 Teil des Gerichtsbezirks Schwanenstadt und wurde per 1. Jänner 2005 Teil des Gerichtsbezirks Vöcklabruck.
Aus Kostengründen hat sich Oberndorf mit den Nachbargemeinden Pitzenberg, Pühret, und Rutzenham zu einer Verwaltungsgemeinschaft zusammengeschlossen. Das gemeinsame Gemeindeamt befindet sich in Oberndorf. Im Zuge dieser Kooperation wurde ebenfalls ein gemeinsamer Bauhof für die vier Gemeinden errichtet, der in Rutzenham untergebracht ist. Aufgrund einer Initiativprüfung des Sparpotentials empfahl der Landesrechnungshof 2015, eine Fusionierung der vier Gemeinden anzudenken.

### Einwohnerentwicklung
1991 hatte die Gemeinde laut Volkszählung 1277 Einwohner, 2001 dann 1351 Einwohner.

## Wirtschaft und Infrastruktur

### Wirtschaftssektoren
Die Anzahl der landwirtschaftlichen Betriebe nahm von 1999 bis 2010 um mehr als ein Drittel ab. Im Jahr 2010 wurden neun im Haupt- und zehn im Nebenerwerb geführt. Die Haupterwerbsbauern bewirtschafteten mehr als siebzig Prozent der Flächen. Zwölf der fünfzehn Betriebe des Produktionssektors arbeiteten im Bereich Herstellung von Waren. Diese beschäftigten mehr als 200 Erwerbstätige. Die wichtigsten Arbeitgeber im Dienstleistungssektor waren die Bereiche Verkehr und soziale und öffentliche Dienste.
| Wirtschaftssektor            | Anzahl Betriebe | Anzahl Betriebe | Erwerbstätige | Erwerbstätige |
| Wirtschaftssektor            | 2011            | 2001            | 2011          | 2001          |
| ---------------------------- | --------------- | --------------- | ------------- | ------------- |
| Land- und Forstwirtschaft 1) | 19              | 31              | 18            | 23            |
| Produktion                   | 15              | 6               | 240           | 296           |
| Dienstleistung               | 41              | 26              | 121           | 77            |

1) Betriebe mit Fläche in den Jahren 2010 und 1999
| Von den 675 Erwerbstätigen, die 2011 in Oberndorf lebten, arbeiteten 90 in der Gemeinde, mehr als 85 Prozent pendelten aus. - Eisenbahn: Der Bahnhof Schwanenstadt an der Westbahn liegt direkt an der Gemeindegrenze. | Hier fehlt eine Grafik, die leider im Moment aus technischen Gründen nicht angezeigt werden kann. Wir arbeiten daran! |

## Politik
Der Gemeinderat hat 19 Mitglieder.
- Mit den Gemeinderats- und Bürgermeisterwahlen in Oberösterreich 1997 hatte der Gemeinderat folgende Verteilung: 9 ÖVP, 5 SPÖ und 5 FPÖ.
- Mit den Gemeinderats- und Bürgermeisterwahlen in Oberösterreich 2003 hatte der Gemeinderat folgende Verteilung: 9 ÖVP, 7 SPÖ und 3 FPÖ.
- Mit den Gemeinderats- und Bürgermeisterwahlen in Oberösterreich 2009 hatte der Gemeinderat folgende Verteilung: 9 ÖVP, 6 SPÖ und 4 FPÖ.
- Mit den Gemeinderats- und Bürgermeisterwahlen in Oberösterreich 2015 hatte der Gemeinderat folgende Verteilung: 10 ÖVP, 6 FPÖ und 3 SPÖ.
- Mit den Gemeinderats- und Bürgermeisterwahlen in Oberösterreich 2021 hat der Gemeinderat folgende Verteilung: 9 ÖVP, 6 FPÖ und 4 SPÖ.[6]

### Bürgermeister
Die Bürgermeister seit 1850 waren:
- 1850–1858 Georg Hahreiter
- 1858–1860 Franz Simmer
- 1860–1861 August Lohr
- 1861–1864 Georg Hillinger
- 1864–1870 Franz Simmer
- 1870–1873 Sebastian Eder
- 1873–1876 Johann Schmid
- 1876–1879 Lorenz Kroiß
- 1879–1882 Josef Mallinger
- 1882–1885 Johann Hummer
- 1885–1894 Franz Kroiss
- 1894–1897 Georg Hillinger
- 1897–1900 Michael Hochreiter
- 1900–1903 Georg Prötsch
- 1903–1906 Mathias Gassner
- 1906–1909 Franz Scharmüller
- 1909–1912 Franz Schmid
- 1912–1919 Josef Pabst
- 1919–1924 Michael Hochreiter
- 1924–1929 Alois Eder
- 1929–1942 Alois Eder
- 1942–1945 Josef Krackowizer
- 1945–1949 Alois Eder
- 1949–1979 Franz Hochreiter
- 1979–1996 Josef Puttinger
- seit 1996 Rupert Imlinger (ÖVP)[8]

## Wappen
Das 1972 verliehene Gemeindewappen symbolisiert die bedeutenden Erdgasvorkommen im Gemeindegebiet. Die Gemeindefarben sind Rot-Weiß-Schwarz.
| Wappen von Oberndorf bei Schwanenstadt | Blasonierung: „In schwarzem, zweimal gewelltem Schildfuß drei silberne, zwei zu eins gestellte, auf die zwei Wellenberge und das mittlere Wellental gerichtete, unten runde, rechts schräg und links spitz endende, eingebogene Spitzen (Erdgaslagerstätten); darüber in Gold drei rote Flammen, die mittlere vom Wellental zum oberen Schildrand, die beiden seitlichen von den Wellenbergen bis ins Schildhaupt reichend.“ |
| Wappen von Oberndorf bei Schwanenstadt | |